# Dolichopeza (Dolichopeza) cinerea
Dolichopeza (Dolichopeza) cinerea is een tweevleugelige uit de familie langpootmuggen (Tipulidae). De soort komt voor in het Australaziatisch gebied.